# Noorwegen op de Olympische Zomerspelen 1964
Noorwegen nam deel aan de Olympische Zomerspelen 1964 in Tokio, Japan. Voor de tweede, en tot op heden laatste keer, won het geen enkele medaille bij een olympisch optreden.

## Deelnemers en resultaten

### Atletiek
| Olympiër         | Discipline      | Resultaat | Prestatie |
| ---------------- | --------------- | --------- | --- |
| Thor Helland     | 5000m (m)       | 8e        | serie 2: 3de in 13.52,4 finale: 8ste in 13.57,0 |
| Pal Benum        | 10000m (m)      | 19e       | 30.00,8 |
| Terje Pedersen   | speerwerpen (m) | 13e       | kwalificatie: 13de met 72,10m |
| Willy Rasmussen  | speerwerpen (m) | 20e       | kwalificatie: 20ste met 68,43m |
|                  |                 |           | |
| Berit Berthelsen | verspringen (v) | 9e        | kwalificatie groep B: 2de met 6,32m finale: 9de met 6,19m                                                                                           |
| Oddrun Hokland   | verspringen (v) | 16e       | kwalificatie groep B: 7de met 6,03m finale: 16de met 5,68m                                                                                          |
| Oddrun Hokland   | vijfkamp (v)    | 16e       | 80m horden: 16de in 12,0 kogelstoten: 18de met 10,05m hoogspringen: 4de met 1,63m verspringen: 12de met 5,79m 200m: 9de in 25,3 totaal: 4429 punten |

### Roeien
| Olympiër                                                                     | Discipline | Resultaat | Prestatie                                                                     |
| ---------------------------------------------------------------------------- | ---------- | --------- | ----------------------------------------------------------------------------- |
| Tor Ahlsand Birger Knudtzon Eilif Brodtkorb Ingolf Kristiansen Rolf Syversen | brug (m)   | 9e        | serie 2: 4de in 6.57,35 herkansingen: 3de in 7.18,57 finale B: 3de in 6.48,38 |

### Schietsport
| Olympiër     | Discipline                  | Resultaat | Prestatie                        |
| ------------ | --------------------------- | --------- | -------------------------------- |
| Magne Landrø | 50m geweer 3 houdingen (m)  | 21e       | 1131 punten: (394-377-360)       |
| Magne Landrø | 50m geweer liggend (m)      | 44e       | 585 punten: (99-97-98-95-99-97)  |
| Thormod Næs  | 50m geweer liggend (m)      | 36e       | 587 punten: (98-94-98-98-100-99) |
| Magne Landrø | 300m geweer 3 houdingen (m) | 13e       | 1114 punten: (379-376-359)       |
| Thormod Næs  | 300m geweer 3 houdingen (m) | 17e       | 1104 punten: (389-374-341)       |
| Nic Zwetnow  | 50m geweer 3 houdingen (m)  | 29e       | 576 punten: (287-289)            |

### Turnen
| Olympiër       | Discipline               | Resultaat | Prestatie                                                        |
| -------------- | ------------------------ | --------- | ---------------------------------------------------------------- |
| Åge Storhaug   | brug (m)                 | 68e       | kwalificatie: 68ste met 18,35 punten                             |
| Harald Wigaard | brug (m)                 | 41e       | kwalificatie: 41ste met 18,70 punten                             |
| Åge Storhaug   | paard voltige (m)        | 14e       | kwalificatie: 14de met 18,75 punten                              |
| Harald Wigaard | paard voltige (m)        | 5e        | kwalificatie: 6de met 19,05 punten finale: 5de met 18,925 punten |
| Åge Storhaug   | rekstok (m)              | 40e       | kwalificatie: 40ste met 18,65 punten                             |
| Harald Wigaard | rekstok (m)              | 60e       | kwalificatie: 60ste met 18,30 punten                             |
| Åge Storhaug   | ringen (m)               | 65e       | kwalificatie: 65ste met 17,90 punten                             |
| Harald Wigaard | ringen (m)               | 87e       | kwalificatie: 87ste met 17,45 punten                             |
| Åge Storhaug   | sprong (m)               | 65e       | kwalificatie: 28ste met 19,00 punten                             |
| Harald Wigaard | sprong (m)               | 54e       | kwalificatie: 54ste met 18,75 punten                             |
| Åge Storhaug   | vloer (m)                | 38e       | kwalificatie: 38ste met 18,55 punten                             |
| Harald Wigaard | vloer (m)                | 128e      | kwalificatie: 128ste met 9,10 punten                             |
| Åge Storhaug   | individuele meerkamp (m) | 32e       | 111,20 punten                                                    |
| Harald Wigaard | individuele meerkamp (m) | 107e      | 101,35 punten                                                    |

### Worstelen
| Olympiër       | Discipline  | Resultaat   | Prestatie                                                                             |
| Vrije stijl    | Vrije stijl | Vrije stijl | Vrije stijl                                                                           |
| -------------- | ----------- | ----------- | ------------------------------------------------------------------------------------- |
| Harald Barlie  | -78kg (m)   | 21e         | 1ste ronde: V van CAN Oberlander                                                      |
| Grieks-Romeins |             |             |                                                                                       |
| Harald Barlie  | -78kg (m)   | 11e         | 1ste ronde: G van AUT Längle 2de ronde: W van ARG Vario 3de ronde: V van HUN Rizmayer |

### Zeilen
| Olympiër                                             | Discipline      | Resultaat | Prestatie                           |
| ---------------------------------------------------- | --------------- | --------- | ----------------------------------- |
| Per Jordbakke                                        | finn            | 15e       | 3687 punten: (9-10-9-11-15-DNF-8)   |
| Einar Koefoed Hans Mehren                            | flying dutchman | 9e        | 3669 punten: (4-11-7-9-7-7-6)       |
| Morits Skaugen Knut Bengtson Egil Normann Ly         | drakenklasse    | 15e       | 2067 punten: (11-14-12-11-14-18-19) |
| HrH Crownprince Harald Eirik Johannessen Stein Føyen | 5,5m klasse     | 8e        | 2860 punten: (7-9-7-2-109-8)        |

Afghanistan · Algerije · Argentinië · Australië · Bahama's · België · Bermuda · Birma · Bolivia · Brazilië · Brits-Guiana · Bulgarije · Cambodja · Canada · Ceylon · Chili · Colombia · Congo-Brazzaville · Costa Rica · Cuba · Denemarken · Dominicaanse Republiek · Duits eenheidsteam · Ethiopië · Filipijnen · Finland · Frankrijk · Ghana · Griekenland · Groot-Brittannië · Hongarije · Hongkong · Ierland · IJsland · India · Irak · Iran · Israël · Italië · Ivoorkust · Jamaica · Japan · Joegoslavië · Kameroen · Kenia · Libanon · Liberia · Libië · Liechtenstein · Luxemburg · Madagaskar · Maleisië · Mali · Marokko · Mexico · Monaco · Mongolië · Nederland · Nederlandse Antillen · Nepal · Nieuw-Zeeland · Niger · Nigeria · Noord-Rhodesië · Noorwegen · Oeganda · Oostenrijk · Pakistan · Panama · Peru · Polen · Portugal · Puerto Rico · Roemenië · Senegal · Sovjet-Unie · Spanje · Taiwan · Tanganyika · Thailand · Trinidad en Tobago · Tsjaad · Tsjecho-Slowakije · Tunesië · Turkije · Uruguay · Venezuela · Verenigde Arabische Republiek · Verenigde Staten · Vietnam · Zuid-Korea · Zuid-Rhodesië · Zweden · Zwitserland